# Cecilie Pedersen
Cecilie Pedersen (Bergen, 14 settembre 1990) è una calciatrice norvegese, attaccante dell'Avaldsnes, vestendo dal 2009 e 2013 la maglia della Nazionale norvegese.

## Carriera

### Club
Dopo essersi avvicinata al calcio tesserandosi per il Sveio IL, società polisportiva con sede nell'omonimo comune norvegese della contea di Vestland e giocando nella sua formazione di calcio femminile, Cecilie Pedersen stipula un accordo con il neopromosso Arna-Bjørnar per giocare in 1. divisjon, secondo livello del campionato norvegese, dove debutta il 19 maggio 2007 e dove rimane tre stagioni congedandosi al termine del campionato 2009.
Nell'inverno 2009 si trasferisce all'Avaldsnes, decidendo di rimettersi in gioco partendo dalla 2. divisjon (terzo livello), dove viene schierata nel reparto offensivo per rinforzare ulteriormente l'organico al fine di conquistare il passaggio di categoria, risultato raggiunto al termine del campionato. Pedersen rimane tre stagioni non riuscendo a centrare l'accesso in Toppseries, congedandosi dalla società al termine del 2011.
All'avvio della stagione 2012 concretizza il passaggio all'LSK Kvinner, che le dà finalmente l'occasione di giocare nel campionato di vertice norvegese. Grazie al suo nuovo apporto in fase offensiva, Pedersen e la sua squadra riescono nell'impresa di conquistare il loro primo titolo nazionale, seconda migliore marcatrice dell'LSK con 19 reti dietro a Isabell Herlovsen (25) capocannoniere del torneo, e terza in assoluto in campionato dietro anche Ada Hegerberg (Stabæk, 22).
Dalla stagione 2013 decide di tornare con l'Avaldsnes. Il 24 ottobre 2016 ha ricevuto la candidatura come miglior attaccante del campionato al premio Kniksen.

### Nazionale
Cecilie Pedersen viene convocata dalla federazione calcistica della Norvegia (Norges Fotballforbund - NFF) per rappresentare il suo paese vestendo la maglia della Nazionale norvegese Under-19 debuttando il 20 agosto 2008 nell'amichevole persa per 2-4 con le pari età della Svezia. Da allora è stata inserita in rosa nella formazione che ha partecipato all'edizione 2009 del campionato europeo di categoria, debutto il 26 novembre con un netto 8-0 sulle Fær Øer, e nella formazione Under-20 che, in previsione della partecipazione al mondiale di Cile 2008, la valuta nell'amichevole giocata il 15 ottobre 2008 contro la Germania, incontro perso per 3-0.
Le sue prestazioni convincono la federazione ad inserirla in rosa dal 2006 nella formazione della Nazionale maggiore, con cui ha partecipato all'europeo di Finlandia 2009 e al Mondiale di Germania 2011. Gioca la sua ultima partita in nazionale il 25 settembre 2013, nel primo incontro valido per le qualificazioni al Mondiale di Canada 2015 e dove la Norvegia supera il Belgio per 4-1.

## Palmarès

### Club
- Toppserien: 1

LSK Kvinner: 2012